# Dietrich Möller (Geodät)
Dietrich Möller (* 18. Dezember 1927 in Greiz; † 6. September 2015) war ein deutscher Geodät und langjähriger Professor für Geodäsie und deren Anwendungen an der TU Braunschweig.

## Leben
Am Braunschweiger Institut für Geodäsie und Photogrammetrie beschäftigte sich Möller in seinen Forschungsarbeiten vor allem mit den Verschiebungen der Erdkruste in Island. Schon vor dem Zeitalter von GPS dokumentierte er mit Karl Gerke und Wolfgang Torge den Ablauf vulkanischer Spaltenweitung und die Erzeugung neuer Erdkruste in Nordisland. Auch verfasste er Forschungsberichte und glazialgeodätische Arbeiten zum Massenhaushalt und zur Dynamik von Schelfeisen in der Antarktis und auf dem grönländischen Inlandeis. Möller emeritierte im Jahr 1993. Seit 1981 war er ordentliches Mitglied der Braunschweigischen Wissenschaftlichen Gesellschaft.

## Ehrungen
- 1986 wurde ein beobachteter Eisstrom in der Antarktis als Anerkennung für seine Verdienste bei verschiedenen Grönlandexpeditionen nach ihm als Möllereisstrom benannt. Es handelt sich um den Eisstrom mit den Koordinaten 82° 20′ S, 63° 30′ W.
- Von 1976 bis 1996 war er Vorsitzender der Deutschen Gesellschaft für Polarforschung. 1998 verlieh diese ihm die Weyprecht-Medaille.[2]
- Seit 1996 ist der Namensgeber für den Tiefseegraben Möller Trough im antarktischen Weddell-Meer.

## Schriften (Auswahl)
- Beiträge zur barometrischen Höhenmessung. Dissertation. Karlsruhe 1962.
- mit Günter Weimann (Hrsg.): Beiträge zum Carl-Koppe-Gedächtniskolloquium des Instituts für Vermessungskunde und des Lehrstuhls für Photogrammetrie und Kartographie der Technischen Universität Carolo-Wilhelmina zu Braunschweig: am 13. November 1981. Verlag der Bayer. Akad. d. Wiss., München 1983, ISBN 3-7696-9665-4.